# Doliniański

Herb z nadania w 1782

Herb z nadania urzędu arcypodczaszego

Doliniański − polski herb szlachecki, baronowska odmiana herbu Abdank.

## Opis herbu
Opis z wykorzystaniem klasycznych zasad blazonowania:
Tarcza dzielona w krzyż z polem sercowym. W polu I, czerwonym, łękawica srebrna (Abdank); w polu II, czerwonym, na murawie zielonej, baran stojący srebrny (Junosza); w polu III, błękitnym, podkowa złota barkiem w doł, z krzyżem srebrnym między ocelami (Jastrzębiec); w polu IV, błękitnym, półksiężyc złoty z takąż gwiazdą między ramionami (Leliwa); w polu V, czerwonym, miecz srebrny o rękojeści złotej, między dwoma półksiężycami złotymi barkami do siebie (Ostoja). Nad tarczą korona baronowska, opleciona sznurem pereł, a nad nią trzy hełmy w koronach, z których klejnoty: klejnot I: łękawica srebrna, klejnot II: pięć piór strusich, czerwone między złotymi, klejnot III: jastrząb ze złożonymi skrzydłami, dzwonkami na nogach, trzymający w prawej łapię podkowę z krzyżem jak w godle. Labry prawe czerwone, podbite srebrem, lewe błękitne, podbite złotem.

## Symbolika
Herb zawiera skrócony wywód genealogiczny obdarowanego. Jego herb rodowy znajduje się w polu sercowym. Herb matki, Józefy Malickiej, znajduje się w polu II. Herb babki ojczystej, Katarzyny Goławskiej, znajduje się w polu III. Herb babki macierzystej, Anny z Łysakowskich, znajduje się w polu IV. Herb prababki ojczystej, Urszuli Przyuskiej, znajduje się w polu V.

## Najwcześniejsze wzmianki
Nadany z galicyjskim tytułem baronowskim 10 grudnia 1782 freiherrowi Andrzejowi in Doliniany-Doliniańskiemu z predykatem wohlgeboren (wielmożny). Podstawą nadania tytułu były m.in.: patent szlachecki z 1775, potwierdzenie szlachectwa przez magnatów, stanowisko radcy trybunału lwowskiego oraz zasługi dla dworu cesarskiego. Obdarowany otrzymał w 1787 tytuł arcypodczaszego wielkiego koronnego galicyjskiego, a z nim ubogacenie herbu. W polu I umieszczono symbol urzędu podczaszego, w kolejnych pięciu polach godła z herbu nadanego w 1782. Tarcza zyskała dwie bordiury: zewnętrzną błękitną w trójkąty złote, wewnętrzną czerwoną w kwadraty srebrne. Pod tarczą umieszczono zewnętrzne oznaki godności - czarki z herbami Królestwa Galicji i Lodomerii. Klejnoty bez zmian.

## Herbowni
Jedna rodzina herbownych:
freiherr in Doliniany-Doliniański.